# 2021-22シーズンのロサンゼルス・レイカーズ
2021-22シーズンのロサンゼルス・レイカーズは、レイカーズのフランチャイズ75シーズン、全米バスケットボール協会(NBA)では74シーズン、ロサンゼルスに移転後62シーズン、そしてクリプト・ドットコム・アリーナ (旧称ステイプルズ・センター) でホームゲームを行う23シーズン目である。ヘッドコーチは、就任3年目のフランク・ヴォーゲル。ウエスタン・カンファレンスのパシフィック・ディビジョンに所属。

## オフシーズン

### ドラフト
| 巡 | 指名順 | 選手名                 | ポジション | 国籍     | 出身校など       |
| -- | ------ | ---------------------- | ---------- | -------- | ---------------- |
| 1  | 22     | アイザイア・ジャクソン | C/PF       | アメリカ | ケンタッキー大学 |

### ラッセル・ウェストブルックの獲得
2021年8月6日、レイカーズはカイル・クーズマ、モントレズ・ハレル、ケンタビオス・コールドウェル＝ポープ、2021年のドラフト1巡目指名権 (アイザイア・ジャクソン)とのトレードで、ワシントン・ウィザーズに所属するラッセル・ウェストブルックを獲得し、レブロン・ジェームズ、アンソニー・デイビス、ウェストブルックのBIG3を結成させた。他にも、FAからカーメロ・アンソニー、ドワイト・ハワード、トレバー・アリーザなどのベテラン選手やケンドリック・ナン、マリック・モンクなどの若手などとも契約した。しかし、レイカーズは多くのベテラン選手を獲得したことにより、平均年齢が30.9歳とリーグ平均の26.2歳と比べ大幅に高く、メディアやファンなどから長いレギュラーシーズンを戦い抜くことができるのか疑問視されている。

## ロスター

### シーズン中離脱した選手
- 2021年12月17日のミネソタ・ティンバーウルブズ戦でアンソニー・デイビスが負傷し、その後のMRI検査の結果、4週間離脱が余儀なくされた[6]。

## プレシーズン
プレシーズンは2021年10月3日に開始された。

## レギュラーシーズン概要

### NBA75周年記念
2021年10月、NBAは創設75年を記念してリーグ史に刻まれる偉大な76選手を選出した。レイカーズに在籍した経歴がある選手からは現役4人 (カーメロ・アンソニー、アンソニー・デイビス、レブロン・ジェームズ、ラッセル・ウェストブルック)を含む計18人の選手が選ばれた。

### ステイプルズ・センター22年間の幕切れ
2021年11月17日、AEGとクリプト・ドットコム(Crypto.com)が20年総額7億ドル(約804億円)でネーミングライツパートナーシップを結んだことにより、レイカーズが22年間本拠地として使用してきたステイプルズ・センターは12月25日（日本時間26日）から「クリプト・ドットコム・アリーナ」に名称変更されることになった。

### 主な出来事
オフシーズンにレイカーズはレブロンの盟友カーメロ・アンソニーと契約したことにより、18年越しに初共演を果たした。
2021年11月21日のデトロイト・ピストンズとの試合で、第3クウォーター序盤のフリースローの場面でリバウンドのポジション争いをしていたレブロンがアイザイア・スチュワートと腕が絡み、レブロンが左腕を振り下ろそうとした際にスチュワートの顔面へ直撃。流血したスチュワートは激高し、何度もレブロンに向かっていこうとしたため、一触即発となった。その直後、レブロンはデッドボールで肩より上への不要で過剰なコンタクトによりフレイグラントファウル2とみなし、キャリア2度目の退場となった。翌日、レブロンは1試合の出場停止処分が下された。

## シーズン成績

### ディビジョン
| パシフィック・ディビジョン           | パシフィック・ディビジョン | パシフィック・ディビジョン | パシフィック・ディビジョン | パシフィック・ディビジョン | パシフィック・ディビジョン | パシフィック・ディビジョン | パシフィック・ディビジョン | パシフィック・ディビジョン |
| チーム                               | 勝                         | 負                         | PCT                        | GB                         | ホーム                     | ロード                     | Div                        | GP                         |
| ------------------------------------ | -------------------------- | -------------------------- | -------------------------- | -------------------------- | -------------------------- | -------------------------- | -------------------------- | -------------------------- |
| z – フェニックス・サンズ             | 64                         | 18                         | .780                       | 0.0                        | 32–9                       | 32–9                       | 10-6                       | 82                         |
| x – ゴールデンステート・ウォリアーズ | 53                         | 29                         | .646                       | 11.0                       | 31–10                      | 22–19                      | 12-4                       | 82                         |
| pi – ロサンゼルス・クリッパーズ      | 42                         | 40                         | .512                       | 22.0                       | 25–16                      | 17–24                      | 9-7                        | 82                         |
| ロサンゼルス・レイカーズ             | 33                         | 49                         | .402                       | 31.0                       | 21–20                      | 12–29                      | 3-13                       | 82                         |
| サクラメント・キングス               | 30                         | 52                         | .366                       | 34.0                       | 16–25                      | 14–27                      | 6-10                       | 82                         |

### カンファレンス
| ウェスタン・カンファレンス | ウェスタン・カンファレンス           | ウェスタン・カンファレンス | ウェスタン・カンファレンス | ウェスタン・カンファレンス | ウェスタン・カンファレンス | ウェスタン・カンファレンス |
| #                          | チーム                               | 勝                         | 負                         | PCT                        | GB                         | GP                         |
| -------------------------- | ------------------------------------ | -------------------------- | -------------------------- | -------------------------- | -------------------------- | -------------------------- |
| 1                          | z – フェニックス・サンズ *           | 64                         | 18                         | .780                       | –                          | 82                         |
| 2                          | y – メンフィス・グリズリーズ *       | 56                         | 26                         | .683                       | 8.0                        | 82                         |
| 3                          | x – ゴールデンステート・ウォリアーズ | 53                         | 29                         | .646                       | 11.0                       | 82                         |
| 4                          | x – ダラス・マーベリックス           | 52                         | 30                         | .634                       | 12.0                       | 82                         |
| 5                          | y – ユタ・ジャズ *                   | 49                         | 33                         | .598                       | 15.0                       | 82                         |
| 6                          | x – デンバー・ナゲッツ               | 48                         | 34                         | .585                       | 16.0                       | 82                         |
|                            |                                      |                            |                            |                            |                            |                            |
| 7                          | x – ミネソタ・ティンバーウルブズ     | 46                         | 36                         | .561                       | 18.0                       | 82                         |
| 8                          | pi – ロサンゼルス・クリッパーズ      | 42                         | 40                         | .512                       | 22.0                       | 82                         |
| 9                          | x – ニューオーリンズ・ペリカンズ     | 36                         | 46                         | .439                       | 28.0                       | 82                         |
| 10                         | pi – サンアントニオ・スパーズ        | 34                         | 48                         | .415                       | 30.0                       | 82                         |
|                            |                                      |                            |                            |                            |                            |                            |
| 11                         | ロサンゼルス・レイカーズ             | 33                         | 49                         | .402                       | 31.0                       | 82                         |
| 12                         | サクラメント・キングス               | 30                         | 52                         | .366                       | 34.0                       | 82                         |
| 13                         | ポートランド・トレイルブレイザーズ   | 27                         | 55                         | .329                       | 37.0                       | 82                         |
| 14                         | オクラホマシティ・サンダー           | 24                         | 58                         | .293                       | 40.0                       | 82                         |
| 15                         | ヒューストン・ロケッツ               | 20                         | 62                         | .244                       | 44.0                       | 82                         |

注釈
- * – ディビジョンリーダー

## サラリー
2021-22シーズンにおけるレイカーズのサラリーは以下の通りである。
| #                                                | 選手                         | サラリー    | #  | 選手                     | サラリー   |
| ------------------------------------------------ | ---------------------------- | ----------- | -- | ------------------------ | ---------- |
| 1                                                | ラッセル・ウェストブルック   | $44,211,146 | 9  | トレバー・アリーザ       | $2,641,691 |
| 2                                                | レブロン・ジェームズ         | $41,180,544 | 10 | ウェイン・エリントン     | $2,641,691 |
| 3                                                | アンソニー・デイビス         | $35,361,360 | 11 | エイブリー・ブラッドリー | $2,641,691 |
| 4                                                | テイレン・ホートン＝タッカー | $9,500,000  | 12 | ケント・ベイズモア       | $2,401,537 |
| 5                                                | ケンドリック・ナン           | $5,000,000  | 13 | マリック・モンク         | $1,789,256 |
| 6                                                | ルオル・デン                 | $4,990,000  | 14 | スタンリー・ジョンソン   | $888,616   |
| 7                                                | ドワイト・ハワード           | $2,641,691  | 15 | D・J・オーガスティン     | $622,467   |
| 8                                                | カーメロ・アンソニー         | $2,641,691  |    |                          |            |
| 合計; $164,786,196 (約187億8600万円)1ドル＝114円 |                              |             |    |                          |            |

## 主な移籍

### 概要
| 入団選手 トレード - ラッセル・ウェストブルック フリーエージェント - カーメロ・アンソニー - トレバー・アリーザ - ケント・ベイズモア - エイブリー・ブラッドリー - ダレン・コリソン (10) - チョンディー・ブラウン (TW) - セクー・ドゥムブヤ (TW) - ウェイン・エリントン - ウィニエン・ガブリエル (TW) - ドワイト・ハワード - ジェイ・ハフ (TW) - スタンリー・ジョンソン (10) - ジェメリオ・ジョーンズ (10) - メイソン・ジョーンズ (TW) - デアンドレ・ジョーダン - マリック・モンク - ケンドリック・ナン - D・J・オーガスティン - ラジョン・ロンド - アイザイア・トーマス (10) | 退団選手 フリーエージェント - アレックス・カルーソ - アンドレ・ドラモンド - ベン・マクレモア - マーキーフ・モリス - デニス・シュレーダー トレード放出 - ケンタビオス・コールドウェル＝ポープ - モントレズ・ハレル - アイザイア・ジャクソン - カイル・クーズマ - マルク・ガソル 解雇 - トレバー・アリーザ - ジョエル・アヤイ - チョンディー・ブラウン - セクー・ドゥムブヤ - デアンドレ・ジョーダン - アルフォンゾ・マッキニー |

### トレード
| 2021年8月6日 | | |
| 5チーム間トレード | | |
| ロサンゼルス・レイカーズへ - ラッセル・ウェストブルック - 2023年のCHIの2巡目指名権 (ワシントンから) - 2024年の2巡目指名権 (ワシントンから) - 2028年のWASの2巡目指名権 (ワシントンから)                        | ブルックリン・ネッツへ - 2024年の2巡目指名権 (ワシントンから) - 2025年の2巡目指名交換権 (ワシントンから) - ドラフト交渉権 ニコラ・ミルチノフ (2015年 26位) (サンアントニオから) | |
| インディアナ・ペイサーズへ - ドラフト交渉権 アイザイア・ジャクソン (22位) (ロサンゼルスから) | サンアントニオ・スパーズへ - チャンドラー・ハッチソン - 2022年の2巡目指名権 (ワシントンから)                                                                                    | |
| ワシントン・ウィザーズへ - カイル・クーズマ - ケンタビオス・コールドウェル＝ポープ - モントレズ・ハレル - アーロン・ホリデー - スペンサー・ディンウィディー - ドラフト交渉権 アイザイア・トッド (31位) - 金銭 | | |
| 2021年9月10日 | ロサンゼルス・レイカーズへ - ドラフト交渉権 (2016年 57位 王哲林) | メンフィス・グリズリーズへ - マルク・ガソル - 2024年の2巡目指名権 - 金銭                                      |
| 2022年1月3日 | ロサンゼルス・レイカーズへドラフト交渉権 ルイス・ラベイリ | ニューヨーク・ニックスへデンゼル・バレンタイン ドラフト交渉権 ブラッド・ニューレイ ドラフト交渉権 王哲林 金銭 |
| 2022年1月3日 | クリーブランド・キャバリアーズへラジョン・ロンド | |

### フリーエージェント

#### 再契約
| 契約日       | 選手                         | 契約内容                       | 参照   |
| ------------ | ---------------------------- | ------------------------------ | ------ |
| 2021年8月6日 | テイレン・ホートン＝タッカー | 3年3200万ドル (約34億8800万円) | [ 25 ] |

#### 入団選手
| 契約日         | 選手                     | 契約内容                     | 前所属                             | 参照   |
| -------------- | ------------------------ | ---------------------------- | ---------------------------------- | ------ |
| 2021年8月6日   | カーメロ・アンソニー     | 1年契約 (ベテラン最低保証額) | ポートランド・トレイルブレイザーズ | [ 26 ] |
| 2021年8月6日   | トレバー・アリーザ       | 1年契約 (ベテラン最低保証額) | マイアミ・ヒート                   | [ 27 ] |
| 2021年8月6日   | ケント・ベイズモア       | 1年契約 (ベテラン最低保証額) | ゴールデンステート・ウォリアーズ   | [ 28 ] |
| 2021年8月6日   | ウェイン・エリントン     | 1年契約 (ベテラン最低保証額) | デトロイト・ピストンズ             | [ 29 ] |
| 2021年8月6日   | ドワイト・ハワード       | 1年契約 (ベテラン最低保証額) | フィラデルフィア・76ers            | [ 30 ] |
| 2021年8月6日   | マリック・モンク         | 1年契約 (ミニマム契約)       | シャーロット・ホーネッツ           | [ 31 ] |
| 2021年8月6日   | ケンドリック・ナン       | 2年1000万ドル (約11億円)     | マイアミ・ヒート                   | [ 32 ] |
| 2021年8月10日  | チョンディー・ブラウン   | エグジビット10契約           | ミシガン大学                       | [ 33 ] |
| 2021年8月10日  | マック・マクラング       | エグジビット10契約           | テキサス工科大学                   | [ 33 ] |
| 2021年8月31日  | ラジョン・ロンド         | 1年契約 (ベテラン最低保証額) | メンフィス・グリズリーズ           | [ 34 ] |
| 2021年9月9日   | デアンドレ・ジョーダン   | 1年契約 (ベテラン最低保証額) | デトロイト・ピストンズ             | [ 35 ] |
| 2021年10月12日 | セクー・ドゥムブヤ       | 2ウェイ契約                  | ヒューストン・ロケッツ             | [ 36 ] |
| 2021年10月18日 | ジェイ・ハフ             | 2ウェイ契約                  | ワシントン・ウィザーズ             | [ 37 ] |
| 2021年10月18日 | エイブリー・ブラッドリー | 1年契約 (ベテラン最低保証額) | ゴールデンステート・ウォリアーズ   | [ 38 ] |
| 2021年11月16日 | チョンディー・ブラウン   | 2ウェイ契約                  | サウスベイ・レイカーズ             | [ 39 ] |
| 2021年12月21日 | ジェメリオ・ジョーンズ   | 10日間契約                   | ウィスコンシン・ハード             | [ 40 ] |
| 2021年12月21日 | メイソン・ジョーンズ     | 2ウェイ契約                  | サウスベイ・レイカーズ             | [ 41 ] |
| 2021年12月24日 | ダレン・コリソン         | 10日間契約                   | インディアナ・ペイサーズ           | [ 42 ] |
| 2021年12月24日 | スタンリー・ジョンソン   | 10日間契約                   | サウスベイ・レイカーズ             | [ 43 ] |
| 2022年1月27日  | スタンリー・ジョンソン   | 2年324万ドル (約3億7000万円) |                                    | [ 44 ] |
| 2022年3月1日   | D・J・オーガスティン     | シーズン終了までの契約       | ヒューストン・ロケッツ             | [ 45 ] |
| 2022年3月1日   | ウィニエン・ガブリエル   | 2ウェイ契約                  | ウィスコンシン・ハード             | [ 46 ] |

#### 退団選手
| 日付           | 選手                   | 契約内容                       | 去就先                             | 参照   |
| -------------- | ---------------------- | ------------------------------ | ---------------------------------- | ------ |
| 2021年8月4日   | アンドレ・ドラモンド   | 1年契約 (ベテラン最低保証額)   | フィラデルフィア・76ers            | [ 47 ] |
| 2021年8月5日   | ベン・マクレモア       | 1年契約 (ベテラン最低保証額)   | ポートランド・トレイルブレイザーズ | [ 48 ] |
| 2021年8月6日   | マーキーフ・モリス     | 1年契約 (ベテラン最低保証額)   | マイアミ・ヒート                   | [ 49 ] |
| 2021年8月10日  | アレックス・カルーソ   | 4年3700万ドル (約42億3000万円) | シカゴ・ブルズ                     | [ 50 ] |
| 2021年8月11日  | デニス・シュレーダー   | 1年590万ドル (約6億4000万円)   | ボストン・セルティックス           | [ 51 ] |
| 2021年9月20日  | デボンテ・カコック     | 1年契約 (ミニマム契約)         | ブルックリン・ネッツ               | [ 52 ] |
| 2021年10月15日 | ジョエル・アヤイ       | 2ウェイ契約                    | ワシントン・ウィザーズ             | [ 53 ] |
| 2021年12月3日  | ウェズリー・マシューズ | 1年契約 (ベテラン最低保証額)   | ミルウォーキー・バックス           | [ 54 ] |
| 2022年3月1日   | デアンドレ・ジョーダン | シーズン終了までの契約         | フィラデルフィア・76ers            | [ 55 ] |

## 受賞・記録
| 受賞者               | アワード                          | 受賞期間           | 参照   |
| -------------------- | --------------------------------- | ------------------ | ------ |
| レブロン・ジェームズ | ウェスタン・カンファレンス週間MVP | 12月6日 – 12月12日 | [ 56 ] |

- 2021年12月9日のオクラホマシティ・サンダー戦でレブロン・ジェームズはNBA史上5人目となるキャリア通算100回目のトリプル・ダブルを達成した[57]。